# Zheng Wenxiao
Zheng Wenxiao (chinesisch 郑闻晓, Pinyin Zhèng Wénxiǎo, * 1981) ist ein chinesischer Bratschist.
Zheng wurde im Januar 2008 mit dem ersten Preis im Felix Mendelssohn Bartholdy-Wettbewerb ausgezeichnet. Die 2008 ausgeschriebenen Fächer waren Klavierquartett und Bratsche, in denen sich Zheng unter 13 gemeldeten Teilnehmern auszeichnete.
Zheng Wenxiao begann mit vier Jahren Violine zu spielen. Im Alter von zehn Jahren wurde er in das Frühbegabtenförderprogramm des Shanghai-Konservatoriums aufgenommen. Mit 14 Jahren wechselte er zur Bratsche und schloss das Studium am Shanghai Konservatorium mit dem Bachelor of Arts  mit Auszeichnung ab. Er setzte seine Ausbildung bei Gérard Caussé  an der Reina Sofía School of Music Madrid und an der Hochschule für Musik Detmold bei Diemut Poppen fort. Zurzeit studiert er in der Meisterklasse von Hariolf Schlichtig an der Hochschule für Musik und Theater München. Er besuchte Meisterkurse bei Yuri Bashmet und Paul Newbauer., 
Zheng ist Erster Preisträger beim National China Violacompetition, dem Wettbewerb „ciudad de Xativa“ (Spanien) und gewann den Sonderpreis des Präsidenten der Jury (Yuri Bashmet) beim Lionel Tertis Viola Competition. Er wurde Preisträger beim Llanes Viola Competition und erhielt den Sonderpreis „Bester Kammermusiker“ beim Yuri Bashmet Viola Competition in Moskau. Zheng Wenxiao kann bereits auf eine umfangreiche Konzerttätigkeit zurückblicken, sowohl als Solobratscher im Schleswig-Holstein Musikfestivalorchester als auch als Solist und Kammermusiker bei Festivals wie dem Encuentro de Musica Santander, dem Festival für Zeitgenössische Musik Shanghai oder den Kimito-Musikfestspielen in Finnland. Dort brachte er 2010 Inno, für Viola und Piano, ein Werk des finnischen Komponisten  Jouni Kaipainen (1956–2015) zur Uraufführung.